# Lista de viscondes de Comborn

## Os primórdios da Casa de Comborn
- Raimundo I : (853-863), conde de Condado de Tolosa

°°Casou-se com Berta de Reims
- Eudes de Tolosa : (887-918), conde de Condado de Tolosa

°°Casou-se com Garsinda de Alby, condessa de Alby, filha de Hermenegildo de Alby
- Armengol (Ermengardo) (?870-937), conde de Condado de Tolosa e conde de Ruergue.

°°Casou-se com Adelaide de Carcassonne. Eles foram pais de Hugo I, senhor de Quercy e avós de Hugo II, o primeiro visconde de Comborn

## viscondes de Comborn

### Casa de Tolosa-Roergue
- Hugo I de Quercy (887-948), senhor de Quercy (na Aquitânia).

°°Casou-se com Gudenilda de Roergue (?910-†926), filha de Suniário I de Barcelona, conde de Barcelona e Riquilda de Roergue
- Hugo II de Comborn (915-983), senhor de Quercy, visconde de Comborn, filho de Hugo I conde de Quercy e sua esposa Gudinilda

Arquibaldo II de Turenne (?940-†993)
- Arquibaldo I de Comborn, 962 visconde de Comborn, (951-1000), filho de Hugo II e pai de Guilherme, visconde de Turenne; Arquibaldo II (III) de Comborn; Ebles I de Comborn, visconde de Comborn.

°°Casou-se com Sulpícia de Turenne
- - Ebles I de Comborn, 989 visconde de Turenne, 989/1030, filho de Arquibaldo I.

°°Casou-se em 1001 com Beatriz da Normandia, filha de Ricardo I na Normandia 3º duque da Normandia Herzog de Normandia (Rolonidiano)
°°Casou-se com Petronília de ???
- Arquibaldo II de Comborn, (†1038), um 1001/1030 visconde de Comborn, filho de Ebles I de Comborn.

°°Casou-se com Rotburga de Rochechouart, filha de Américo II de Rochechouart, visconde de Rochechouart. Foram pais de: Arquibaldo III, Visconde de Comborn; Ebles I de Ventadour, visconde  de Ventadour; Bernardo I de Comborn (Chamborn); Ágnes de Comborn, casada com Pedro de Bre; Una de Comborn, casada com Rigaldo de Carbonnieres.
- Arquibaldo III de Comborn, (†pouco depois de março de 1086, 1043 visconde de Comborn, filho de Arquibaldo II de Comborn

°°Casou-se com Ermengarda, foram pais de Ebles II de Comborn
- Ebles II de Comborn, X depois de  1086, visconde de Comborn, filho de Arquibaldo III de Comborn

°°Casou-se com ???
- Bernardo I de Comborn, (n1045-V1123) (1040-1119)  1043/1129, 1092, filho de Arquibaldo II de Comborn, visconde de Comborn, irmão de Arquibaldos III.

°°Casou-se com Melisenda foi a primeira esposa de Bernardo I de Comborn. Ele havia tomado regras monásticas, mas com a morte do irmão Arquibaldo III, ele renunciou às ordns sacras a fim de administrar os feudos da família, isto significou um insulto para o sobrinho Ebles II (filho de Arquibaldo III) que foi deslocado da ordem de sucessão natural. Em revanche, Ebles vilaou brutalmente Melisenda, sua esposa. Como resposta, Bernardo emboscou e matou o sobrinho e apoderou-se do viscondato de Comborn. O filho de Melisenda Arquibaldo, o Barbudo tornou-se visconde de Comborn, casando-se Humberga, herdeira de Limoges.
°°Casou-se com Ermengarda de Corson, fiha de Hugo Garcill de Corson
- Arquibaldo IV de Comborn, o barbudo, 1075-1137 um 1097/1147, (c1085-c1163)  1119-1124 visconde de Comborn, filho de Bernardo I de Comborn.

°°Casou-se com Humberga de Limoges ou Brunissenda de Limoges, filha de Ademar III de Limoges e Maria de Cars. Foi pai de Guido de Comborn, visconde  de Limoges; Ademar IV de Limoges, visconde  de Limoges; Arquibaldo V de Comborn, visconde  de Comborn; Hélio de Bordella, que se casou com Rotberga de Pairac; Melisenda de Comborn, que se casou com Hugo de Chalon; Beatriz de Comborn que se casou com Gaucelmo de Pierrebuffiere e depois casou-se de novo com Hélio de Flamenc; Almodie de Comborn, que se casou com Oliviério de Lestours; Helena de Comborn que se casou com Bernardo de Cadaillac e Maria de Comborn, que foi abadessa em Limoges.
- Arquibaldo V de Comborn, visconde de Comborn 1142-1151/1199, filho de Arquibaldo IV de Comborn

°°Casou-se com Jordânia de Périgord. Foram pais de Hélio de Comborn, Visconde de Comborn; Arquibaldo VI de Comborn, Visconde de Comborn; Assalide de Comborn, que se casou com Guido I, Visconde de Aubusson; Clara de Comborn, que se casou com Pedro Bernardo de la Porcherie; Delfina de Comborn, que se casou com Raul de Escorailles; Garcília de Comborn, que se casou com Bertrando de Malemort; Petronília de Comborn, que se casou com um nobre de Malemort. A filha do casal, Assalida de Comborn (c1150–c1180), casou-se com Guido I, visconde de Aubusson e de la Marche, e foram pais de Reinaldo VI, visconde de Aubusson e seu neto Reinaldo VII, visconde de  Aubusson que a família Lusignan recuperou o condado de la Marche (1260). Através de seu outro neto, Ranulfo Aubusson, a viscondessa Assalida, tornou-se o ancestral de La Borne, Feuillade Monteil, o Vivomte e dos outros ramos da família Aubusson.
Foi através de Almodis de la Marche (1020-1070), filha do conde de La Marche  Bernardo I deLa Marche e esposa (desde 1050) de Hugo V de Lusignan, que a família Lusignan recuperou o condado de La Marche  o seus descedentes, incluindo, portanto, Aubusson de La Marche, em 1160
- Hélio de Comborn, 1178 visconde de Comborn, filho de Arquibaldo V de Comborn

°°Casou-se com ???
- Arquibaldo VI de Comborn, 1178/1229 visconde de Comborn, irmão de Arquibaldo V de Comborn

°°Casou-se com Guiscarda de Beaujeu (1160-???), filha de Hugo, senhor de Beaujeu. Foram pais de Bernardo II de Comborn, Visconde de Comborn e de Guiscardo (I) de Comborn, senhor de Chamberet.
- - Bernardo II de Comborn, (†depois de  Agosto de 1256), visconde de Comborn, filho de  Arquibaldo VI de Comborn. Foi pai de Arquibaldo VII de Comborn, visonde de Comborn;

°°Casou-se com Margarida de Turenne, filha de Bosão III, visconde  de Turenne e de uma nobre de Auvergne
- Arquibaldo VII de Comborn, (†1277, 1250 visconde de Comborn, filho de Bernardo II de Comborn.

°°Casou-se com Martia de Limoges, filha de Guido V de Limoges, visconde de Limoges (???-1230) e Ermengarda de Barry (???-1263) e pais de Brunissenda de Comborn, casada com Chabardo de Thiern; Bernardo III de Comborn, visconde  de Comborn; Guido de Comborn, visconde  de Comborn; e dua filhas ilegítimas: Martina e Margarida.
°°Casou-se com Margarida (n1255) da (Casa de Pons), filha de Godofredo V (???-1250), senhor de Pons  e Ágata de Angoulême-Lusignan (?1208-???), foram pais de Souveraine de Comborn, que se casou com Ranulfo I Pompadour e foram pais de Godofredo Hélio de Pompadour; Arquibaldo de Comborn; Gaissa de Comborn, casada com Bertrando de Montal.
- Guido de Comborn, (†1284, 1279 visconde de Comborn, filho de Arquibaldo VII de Comborn e pai de Eustáquia de Comborn (†1298/1303), Viscondessa de Comborn, casada com Esquivardo de Preuilly (†1320); Maria de Comborn, senhora de Treignac, casada com Guiscardo de Comborn (†1319/1320).

°°Casou-se com Almícia de Chabanais, filha de Esquivaldo de Chabanais
°°Casou-se com Almodis de Thouars, filha de Godofredo de Thouars.
- Eustáquia de Comborn, (†1298/1303, 1284 viscondessa de Comborn, filha de Guido de Comborn.

°°Casou-se com Esquivardo de Preuilly (†1320)
- Esquivaldo de Preuilly (†1320), de Preuilly, (†1320, 1303 visconde de Comborn.

°°Casou-se com Eustáquia de Comborn
- Bernardo III de Comborn, (†1320, 1313 visconde de Comborn, irmão de Guido e filho de Arquibaldo VII

°°Casou-se com Branca de Ventadour, filha de Ebles de Ventadour, senhor de Boussac, etc. e de Galiena de Malemort, filha de Geraldo III de Malemort, Senhor de Douzenac. Foram pais, entre outros, de: Arquibaldo VIII de Comborn, visconde  de Comborn; Eustáquia de Comborn, esposa de Guido de Chanac
- Arquibaldo VIII de Comborn, (†1367/1368, 1334 visconde de Comborn, filho de Bernardo III

°°Casou-se com ??? e foi pai de Arquibaldo IX de Comborn, visconde  de Comborn; Margarida de Comborn, casada com Elias de Flamenc
- Arquibaldo IX de Comborn, 1331, (†depois de  1380, visconde de Comborn.

°°Casou-se em 1341 com Maria de Chalus-Marche
Em 1379, sem nenhum descendente para sucedê-lo, Arquibaldo IX vende o viscondato de Comborn a seu primo Guiscardo (V) de Comborn, senhor de Treignac, que torna-se igualmente visconde de Comborn. Um pouco mais de um século depois o viscondato serárecuperado por Branca
- - Guiscardo de Treignac, (†1319/1320, filho de Hélio de Comborn, senhor de Chamberet e neto de Guiscardo (I) de Comborn (???-1259).

°°Casou-se com Maria de Comborn, senhora de Treignac, filha de Guido de Comborn (†1284/1279) visconde de Comborn.

### Casa de Treignac
- Guiscardo (I) de Comborn (???-1259), senhor de Chamberet;

°°Casou-se com Marta de la Marche; he had issue:
- Hélio de Comborn, senhor de Chamberet;

°°Casou-se em 1262 com Souveraine de Aurillac
- Guiscardo (II) de Comborn (†1319), senhor de Treignac e de Chamberet, (†1319/1320); filho de Hélio de Comborn

°°Casou-se com Maria de Comborn, senhora de Treignac, filha de Guido de Comborn (†1284/1279) visconde de Comborn.
- João, cognominado Guiscardo (III) de Comborn (???-†1326), senhor de Treignac;

°°Casou-se com Isabel de Blanchefort, filha de Bernardo de Blanchefort.
°°Casou-se em 1311 com Branca de Ventadour, filha de Ebles VIII de Ventadour e Galiena de Malemort, filha de Ebles VIII cognominado Hélio, visconde de Ventadour, (†1321; (†1290) Margarida de Beaujeu, filha de Luís de Beaujeu
- Guiscardo (IV) de Comborn (???-†1366), Chevalier, senhor de Treignac

°°Casou-se em 1342 com Hélia de Besse, niece do papa Clemente VI.
°°Casou-se em 1364 com Joana de Naillac
- Guiscardo (V) de Comborn, visconde de Comborn, (†1412);

°°Casou-se com Maria de ??? e
°°Depois casou-se em 1393 com Luisa de Anduze (†depois de 1443)
- João I, visconde de Comborn, (†depois de 11 de abril de 1475);

°°Casou-se com Joana de Rochechouart (1412-???), senhora de Paransay
- João II, visconde de Comborn, (†depois de 1486);

°°Casou-se com Joana de Magnelay e tiveram, entre oustros, os seguintes filhos: Amanieu (†depois de 1509; visconde de Comborn, casado em 1489 com Catarina de Vivonne e depois, em 1497, com Catarina de Chastellus; Francisco (†depois de 1509), ssenhor de Chamberet, casado em 1509 com Luisa de Maumont; Catarina; viscondessa de Comborn, que se casou com Pedro de Pierrebuffiere (tiveram uma filha Catarina de Pierrebuffiere (casada com Luís de Noailles, senhor de Noailles e tiveram um filho Antônio de Noailles, senhor de Noailles), depois se casou com João de Volvire e casou-se uma terceira vez, com João Bertrand
Margarida; que se casou com Olivério Merichon (†1501) e depois se casou com Luís de Montberon; tiveram uma outra Margarida; que se casou com Luís de Estaing e depois se casou com João de Tersac; e a filha Luisa que se casou com João de Pompadour.
- Amanieu de Treignac (†depois de 1509), visconde de Comborn, vende o Comborn em 1496 para Godofredo de Pompadour

°°Casou-se em 1489 com Catarina de Vivonne;
°°Casou-se em 1497 com Catarina de Chastellus

### Casa de Pompadour
- Godofredo de Pompadour (†1514), compra o Comborn em 1496. Godofredo era filho de Golfiério de Pompadour, senhor de Pompadour, de Cromières, de Chanac, de Seilhac, de Le Saillant, de Arnac e de St-Cyr-la-Roche e Isabel de Comborn e neto, por parte de mãe, de Guiscardo V de Comborn (†1415), chevalier, Senhor de Treignac, de Chamberet e de Chirac, visconde  de Comborn e Joana de Anduze; e neto, por parte de pai, João I de Pompadour, senhor de Pompadour, de Cromières, de Saint-Cyr-La-Roche, de Arnac e de Madalena de Ventadour.

°°Casou-se com ???